# Hemiceratoides hieroglyphica
Hemiceratoides hieroglyphica (лат.) — вид бабочек из семейства Erebidae. Афротропика.

## Распространение
Нигерия, Мадагаскар, ЮАР.

## Описание
Вид был впервые описан в 1891 году немецким лейтенантом и энтомологом Максом Зальмюллером (1832—1890) под первоначальным названием Hemiceras hieroglyphica, а в 2006 году было открыто необычное поведение этого вида — бабочки часто посещают спящих птиц в ночное время и пьют их слёзную жидкость прямо из глаз (lachrymophagy), используя свой специализированный хоботок с гарпуновидным кончиком. Длина хоботка около 10 мм, а дистальная треть вооружена различными кутикулярными шипами и щетинками. Таким образом они восполняют потерю жидкости. Размах крыльев до 52 мм.

## Хозяева
Бабочки были обнаружены сидящими на шее и пьющими слёзы из глаз таких птиц, как рыжебрюхая ньютония (Newtonia brunneicauda, воробьинообразные из семейства ванговые), мадагаскарский шама-дрозд (Copsychus albospecularis, семейство мухоловковые). Пробуждение птиц происходило примерно через 5—30 минут, после чего бабочки улетали.

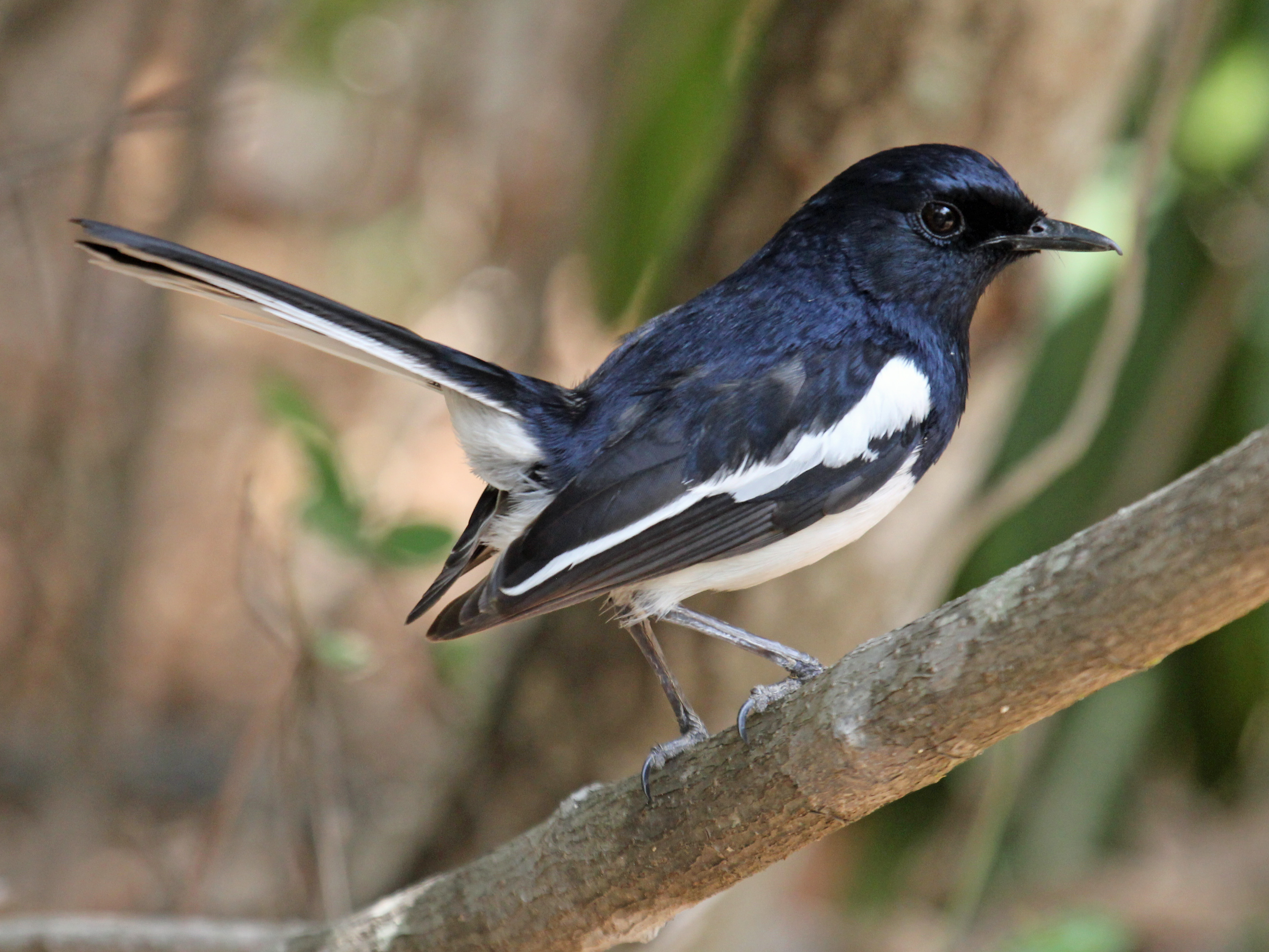
Мадагаскарский шама-дрозд (Copsychus albospecularis, мухоловковые)
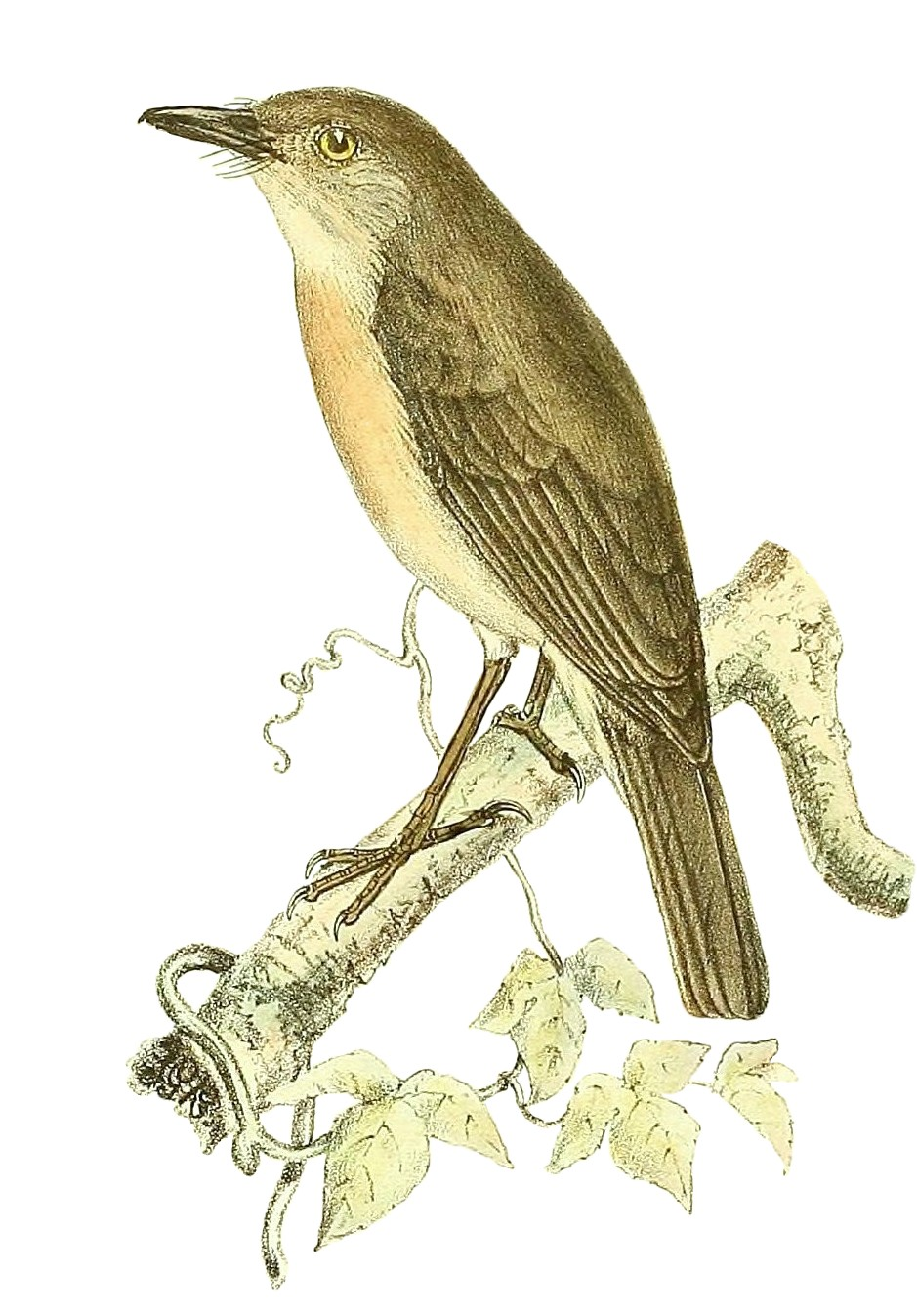
Рыжебрюхая ньютония (Newtonia brunneicauda, ванговые)

## Интересные факты
Близкородственный вид Mecistoptera griseifusa (=Lobocraspis griseifusa) из подсемейства Hypeninae (Hampson, 1893) порой пьёт слёзную жидкость крупных животных, например оленей или крокодилов, черепах. Привлечение к глазам позвоночных (ophthalmotropism) также известно у вшей.